# Balcanocerus amygdalicolus
Balcanocerus amygdalicolus är en insektsart som beskrevs av Dlabola 1994. Balcanocerus amygdalicolus ingår i släktet Balcanocerus och familjen dvärgstritar. Inga underarter finns listade i Catalogue of Life.